# اریل رامیرز کلوستر
اریل رامیرز کلوستر (انگلیسی: Uriel Ramírez Kloster؛ زادهٔ ۱۹ اوت ۱۹۹۹) بازیکن فوتبال است.